# Hollywood in subbuglio
Hollywood in subbuglio (titolo originale The Devil to Pay) è un romanzo giallo di Ellery Queen, scritto nel 1938.

## Trama
Solly Spaeth è un finanziere che ha lasciato molte persone sul lastrico con le sue speculazioni relative all'"Ohippi Hydro-Electric Project" , tra cui il suo socio Rhys Jardin. Valerie, la bellissima figlia di Jardin, è promessa sposa a Walter, il figlio di Spaeth: questo causa una furibonda lite tra padre e figlio. Jardin è talmente impoverito che deve vendere i suoi beni all'asta, con grande costernazione della figlia e del suo maggiordomo di lunga data Pink. Walter è amico di Ellery Queen, che si trova da qualche settimana a Hollywood per lavorare come sceneggiatore per una casa cinematografica, e gli chiede di partecipare all'asta sotto falso nome e comprare (con denaro fornito da Walter) ogni lotto. Così, quando Solly Spaeth viene ritrovato morto, trafitto da un'antica spada la cui lama è rivestita di melassa e cianuro, Ellery si trova coinvolto. Il sospetto cade su un certo numero di persone, tra cui la famiglia di Jardin, il figlio di Solly e la sua amante Winni Moon.

## Personaggi principali
- Solomon "Solly" Spaeth -  finanziere disonesto
- Walter Spaeth - suo figlio, caricaturista per il Los Angeles Independent
- Rhys Jardin - socio di Solly Spaeth
- Valerie Jardin - sua figlia
- Pink - maggiordomo di Rhys Jardin
- Anatole Ruhig - avvocato di Solly Spaeth
- Winni Moon - amante di Solly Spaeth
- Fitzgerald - direttore del Los Angeles Independent
- Atherton Frank - custode della villa di Solly Spaeth
- Mibs Austin - centralinista
- Van Every - procuratore distrettuale
- Ispettore Glucke - della polizia di Los Angeles
- Ellery Queen alias Hilary King - scrittore, investigatore

## Critica
"La trama non si avvicina minimamente alle cose migliori di Queen e non è neanche lontanamente complessa abbastanza per un romanzo di Queen, sebbene sia competente e sufficiente in quasi tutti gli aspetti. La caratterizzazione e il dialogo, però, sono meno che sufficienti. Persino Ellery si trasforma in un semplice modello per il protagonista di un film di serie B; cambiategli nome in Charlie Brown e, tranne che per la scena della rivelazione finale, non vi accorgereste mai che dovrebbe trattarsi dello stesso investigatore dei precedenti romanzi di Queen."

"Il primo romanzo ambientato a Hollywood, ed il primo ad avere delle vaghe sfumature politiche, non riesce a sviluppare una trama poliziesca veramente interessante. La parte migliore sono i capitoli iniziali, nei quali viene introdotta la storia d'amore della trama secondaria. Strano che la polizia non riesca a individuare gli indizi piuttosto elementari che Ellery Queen scopre. Le idee di Queen sull'uso dei soprabiti di cammello per una trama poliziesca troveranno espressione migliore e più logica nel suo racconto breve L'avventura del soprabito rubato"

## Opere derivate
Da questo romanzo venne tratto nel 1941 un film, Ellery Queen and the Perfect Crime, diretto da James Hogan e con Ralph Bellamy nella parte di Ellery.

## Edizioni
- Hollywood in subbuglio, traduzione di Giorgio Monicelli, Il Giallo Mondadori, Milano, 1956. - I Classici del Giallo Mondadori n.664, traduzione di Gianni Montanari, 1992; I Classici de Il Giallo Mondadori n.1398, traduzione di Gianni Montanari, 2017.
- Hollywood in subbuglio, in: "Ellery Queen a Hollywood. Tre romanzi", traduzione di Giorgio Monicelli, Biblioteca del Giallo Mondadori n.134, Milano, Mondadori, 1978,  p. 480.